# L'insolente - Il più crudele tra quelli della mala
L'insolente - Il più crudele tra quelli della mala (L'Insolent) è un film francese del 1973 diretto da Jean-Claude Roy.